# Pad Bobovca
Kraljevski grad Bobovac u središnjoj Bosni, sjeverno od Kraljeve Sutjeske, Podignut je na strmoj Bobovačkoj kosi i na brežuljku Vis. Od 1350. godine, kad je osnovan, pa do pada bosanskog kraljevstva (1463.) u njemu se čuvala kruna kraljevstva.
Iz tog se grada branilo kraljevstvo. Sva njezina snaga je bila u tom kamenu na kamenu. Glas o Bobovcu kao neosvojivoj utvrdi podigao mu je slavu toliko da je i sultan Mehmed II. Osvajač spoznao da će tek njegovim osvojanjem osvojiti kraljevstvo. Grad koji su štitile više od kilometra duge zidine s 11 kula, u proljeće 1463. godine napalo je 20 000 vojnika koji su ga počeli opsjedati. Sultan je 19. svibnja doveo ostalu vojsku koja je počela silovitu bitku te su Turci Bobovac osvojili u samo tri dana. Osvajanje Bobovca iznenadilo je kralja Stjepana Tomaševića koji zbog brzog pada nije mogao organizirati obranu kraljevine.
Prema mišljenju nekih povjesničara za pad Bobovca je kriva izdaja zapovjednika obrane pokatoličenog bogumila kneza Radaka koji je grad predao sultanu, a ovaj mu je za nagradu odrubio glavu. Drugi pak misle da je razlog pada ipak bila turska premoć. Ne zna se zbog čega je pao grad koji je mogao izdržati dvogodišnju opsadu. Ipak najslikovitije pad prikazuje narodna legenda.

## Legenda o padu Bobovca
Legenda nam govori:
Sedam je godina sultan Muhamed Fatih napadao kraljevski grad Bobovac, ponos i diku kraljevstva Bosanskog. Sedam su godina ljuti Turci jurišali na zidine grada, rušili kule i bedeme. Što bi oni danju srušili to bi narod i branitelji noću podigli. Razbješnjeli sultan je gledao svoju bespomoćnu vojsku kako se uzalud muči. Dok je sjedio na jednom kamenu koji se od tada zove Carski kamen, i gledao s koje strane lakše navaliti, pade mu pogled na brdo Vis. Sultan zaključi da bi odatle topovima najlakše rušio zidine grada. Naredi on potom zapovjednicima da sutradan pokrenu vojsku na brdo. No za to saznaše branitelji grada te s cijelim narodom na tom brdu podignu kulu i bedeme da zaštite grad. Toliko su teško i brzo svi radili da je te noći 77 trudnica pobacilo i 77 se kobila oždrijebilo. Turci drugo jutro krenuše na Vis, a kad tamo bedemi i još veća kula. Uvidje sultan da uz svu silu neće osvojiti grad te odluči da na lukav način njime zagospodari. Po uhodi poruči zapovjedniku grada knezu Radaku, neka mu preda grad a on će ga bogato nagraditi. Radak, od sile katolik, se pomami za bogatstvom te izda svog kralja i preda sultanu Bobovac - branik cijele Bosne. Zauzevši grad sultan narod podijeli na troje: prve ostavi u gradu, druge dade svojim pašama, a treće pošalje u Carigrad. Iza toga dođe Radak i zatraži nagradu. No sultan se otrese od njega i reče: »Nevaljanče jadni. Ti koji svojem gospodaru od jedne vjere nisi bio vjeran kako ćeš meni turčinu biti?« Potom namignu stražaru koji izdajicu odvede van grada na jednu veliku stijenu gdje mu krvnik odrubi glavu. Tu stijenu, koja i danas stoji, narod prozva Radakovim stijenom da se dovijeka zna kako završava izdajica roda svoga.
Mrke kule na brežuljku Visu
trn u oku crnom Osmanliji
branile su Bosnu ponositu
i po jari i po cičoj zimi
Suri zid, junak do junaka
sto godina Bobovac branili
nema sile da bi ga srušila
do turskoga jataka Radaka